# Azuré du genêt
Plebejus idas
Espèce
L’Azuré du genêt ou Moyen argus (Plebejus idas) est une espèce d'insectes lépidoptères (papillons) de la famille des Lycaenidae et de la sous-famille des Polyommatinae.

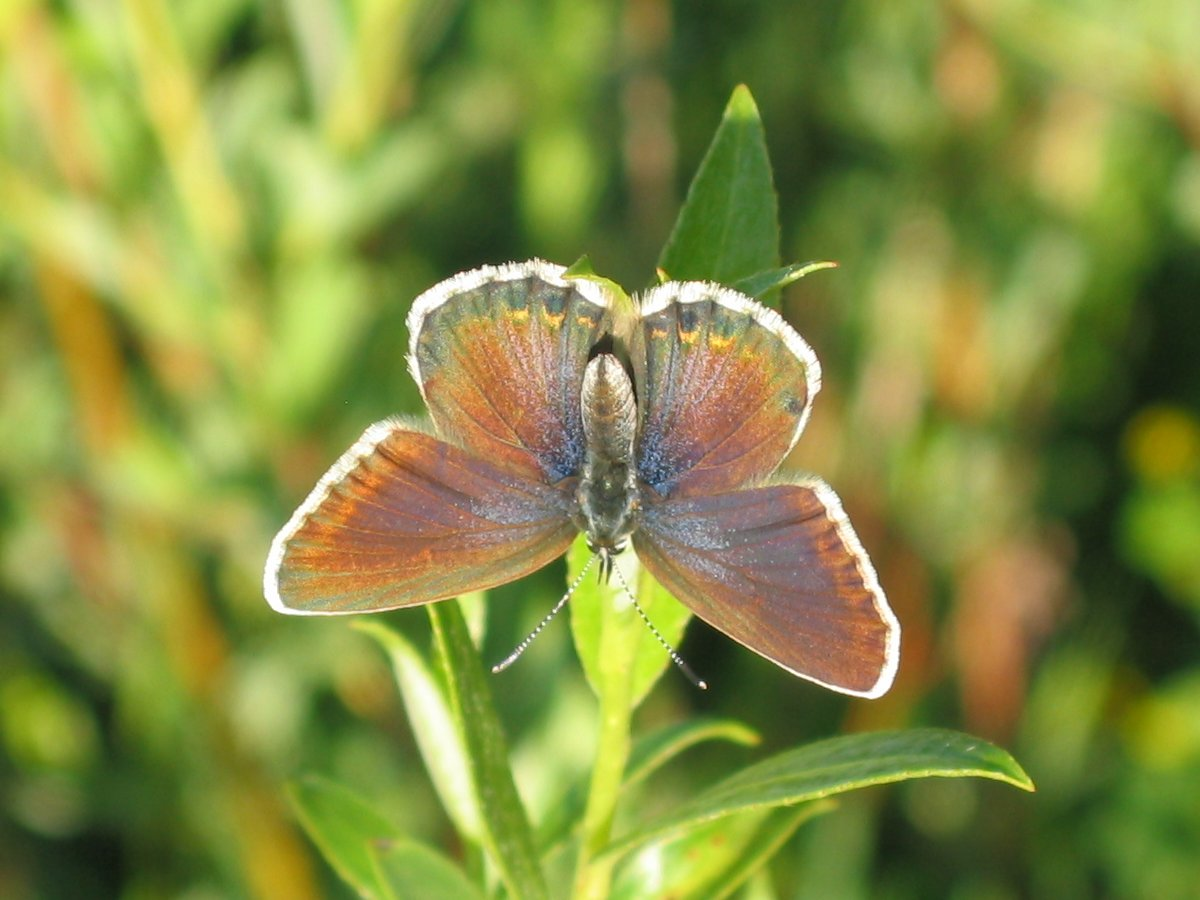
Plebejus idas femelle.

## Systématique
L'espèce Plebejus idas a été décrite par le naturaliste suédois Carl von Linné en 1761, sous le nom initial de Papilio idas.
Certains auteurs utilisent le nom de Lycaeides idas, mais le genre Lycaeides a été synonymisé avec Plebejus.
De très nombreuses sous-espèces, formes et variétés de Plebejus idas ont été décrites et ne sont pas reconnues par tous les auteurs, ce qui fait qu'il existe de nombreux synonymes,.
Le site Funet mentionne par exemple les sous-espèces suivantes :
- Plebejus idas idas (Linnaeus, 1761)
- Plebejus idas acreon (Fabricius, 1787) — Centre et Sud de l'Europe, Kazakhstan.
- Plebejus idas altarmena (Forster, 1936) — Arménie.
- Plebejus idas alaskensis Chermock, 1945 — Alaska.
- Plebejus idas scudderii (Edwards, 1861) — Colombie-Britannique, Manitoba.
- Plebejus idas aster (Edwards, 1882) — Terre-Neuve.
- Plebejus idas argulus (Frey, 1882)
- Plebejus idas sareptensis Chapman, 1917
- Plebejus idas bavarica (Forster, 1936) — Bavière.
- Plebejus idas tshimgana (Forster, 1936) — Tian Shan.
- Plebejus idas empetri Freeman, 1938 — Nouvelle-Écosse.
- Plebejus idas atrapraetextus Field, 1939 — Idaho, Washington, Colombie-Britannique.
- Plebejus idas ferniensis Chermock, 1945 — Colombie-Britannique.
- Plebejus idas sublivens (Nabokov, 1949) — Colorado.
- Plebejus idas longinus (Nabokov, 1949) — Wyoming.
- Plebejus idas nabokovi (Masters, 1972) — Minnesota.
- Plebejus idas mynkhbayar Churkin & Zhdanko, 2003 — Mongolie.
- Plebejus idas saldaitisi Churkin & Zhdanko, 2003 — Mongolie.

Par ailleurs, les espèces Plebejus bellieri (Oberthür, 1910) (endémique de Corse et de Sardaigne) et Plebejus anna (Edwards, 1861) (présente dans l'Ouest de Amérique du Nord) sont considérées par certains auteurs comme des sous-espèces de Plebejus idas.

## Noms vernaculaires
- En français : l'Azuré du genêt, le Moyen argus[3], l'Argus sagitté, le Bleu-violet, l'Idas[4], et (au Canada) le Bleu nordique[5].
- En anglais : Idas blue en Europe[6], northern blue en Amérique du Nord[7].
- En espagnol : Niña Esmaltada[1].

## Description
C'est un petit papillon qui présente un dimorphisme sexuel, le dessus du mâle est bleu violet à fine bordure noire et frange blanche, celui de la femelle est marron avec une ligne de lunules submarginale orange surtout visibles aux postérieures.
Le revers est beige à ocre clair orné d'une ligne marginale de points noirs pupillés de bleu vert argenté doublée d'une ligne de lunules orange séparées d'une ligne de points noirs par du blanc.

## Biologie

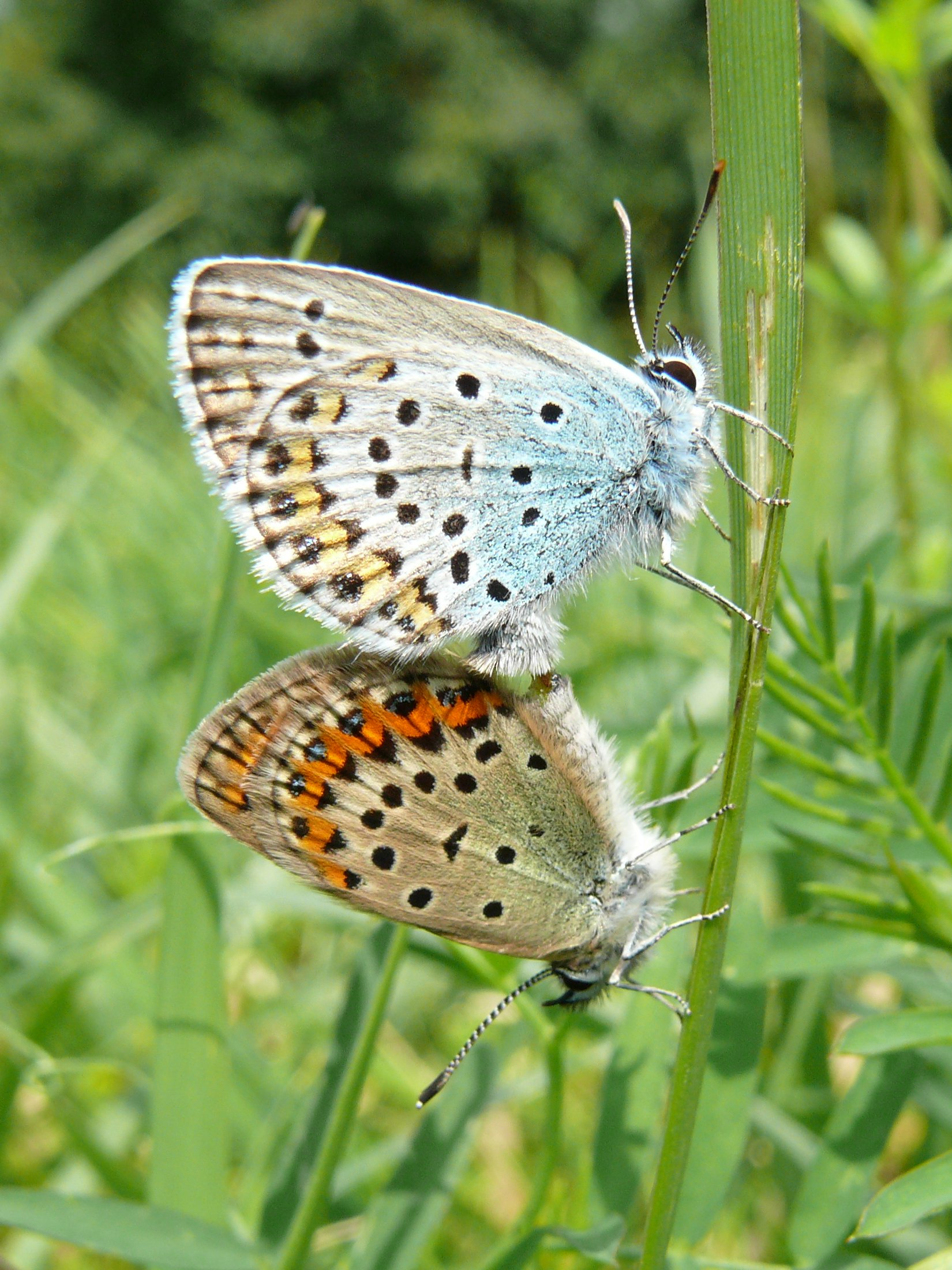
accouplement

### Période de vol et hivernation
Il hiverne à l'état d'œuf.
Les chenilles et les nymphes sont soignées par des fourmis, Lasius niger, Formica cinera, Formica selysi, Formica exsecta, Formica lemani, Formica pressilabris, Formica lugubris, Formica cunicularia, Formica lefrancoisi. Plebejus idas magnagraeta est soigné par Formica pratensis.
Grâce à une production d'hormones reconnues par les fourmis, il vit en symbiose avec les fourmis et se métamorphose dans les fourmilières.
Il vole en une génération, en juin juillet.

### Plantes hôtes
Ses plantes hôtes sont diverses, Cytisus scoparius, Genista pilosa, Lotus corniculatus, Melilotus alba, Anthyllis vulneraria et Calluna vulgaris. Pour Plebejus idas magnagraeta ce sont Cytisus villosus et Genista depressa.

## Écologie et distribution
L'aire de répartition de l'Azuré du genêt recouvre toute l'Europe (sauf l'Angleterre et le sud de l'Espagne, de l'Italie et de la Grèce), la Sibérie et l'Alaska,.
En France métropolitaine, il est présent dans la plupart des départements ; il manque principalement dans les Hauts-de-France et en Corse.

### Biotope
Il réside dans des lieux variés herbus et broussailleux.

### Protection
Il est protégé en région Île-de-France.